# Neoplocaederus leichneri
Neoplocaederus leichneri là một loài bọ cánh cứng trong họ Cerambycidae.